# Симхат бейт ха-шоэва
Симхат бет ха-шоева (ивр. שמחת בית השואבה‎, буквально «Радость дома, черпающего воду»; вариант написания: «Симхат бет ха-шоева») — особый праздник, проводимый евреями в промежуточные дни Суккота.

## Описание
Во время существования Иерусалимского храма, каждое утро на протяжении всего праздника Суккот совершалась церемония возлияния воды: Нисух ха-Маим (буквально «Изливание воды»). Согласно Талмуду, Суккот — это время года, когда Бог судит мир по количеству осадков; поэтому эта церемония, как и взятие четырёх видов растений, призывает благословение на дождь в своё время. Согласно Мишне (Трактаты Суккот 4:9 и 4:10) вода для церемонии возлияния на жертвенник бралась из купальни Силоам в Городе Давида, после чего оную возносили на Храмовую гору. Великая радость, включающая в себя песни, пляски и игру на музыкальных инструментах, сопровождала эту процессию. Согласно Мишне (Трактат Сукка 5:1): «Тот, кто не видел ликования на месте черчения воды, никогда в своей жизни не видел ликования». На протяжении всего Суккота город Иерусалим был переполнен еврейскими семьями, которые приезжали в праздничное паломничество и собирались вместе для пиршества и изучения Торы. По этому случаю возводилась перегородка, разделяющая мужчин и женщин.